# Institut d'Estudis Araneses-Acadèmia Aranesa de la Lenga Occitana
L'Institut d'Estudis Araneses-Acadèmia Aranesa de la Lenga Occitana (IEA, en aranais Er Institut d’Estudi Aranesi - Acadèmia Aranesa dera Lengua Occitana) est une institution occitane qui s'occupe de l'occitan standard (ou occitan large) et de la variante aranaise. 
Il a le soutien de la Généralité de Catalogne, et a été créée le 3 juillet 2014 dans la capitale d'Aran, Vielha e Mijaran. Il s'appuie sur l'Institut d'Estudis Aranesi qui a vu alors une redéfinition et une extension de sas fonctions iniciales. L'IEA, qui n'a plus les sections d'histoire et d'études juridiques, doit se consacrer à la langue par l'intermédiaire de deux sections: une qui se consacre à l'occitan aranais et l'autra à la forme standard. Antérieurement à l'assemblée générale, les linguistes Xavier Lamuela et Frederic Vergés ont été invités à devenir membres de l'IEA mais ils ont décliné l'invitation car ils ont estimé que cela ferait une concurrence au Congrès permanent de la lenga occitana.
Son rôle et ses statuts ont été ratifiés institutionnellement par le Parlement de Catalogne le 24 juillet 2014 malgré une motion d'opposition du Parti des socialistes de Catalogne qui demandait que soit reconnu le CPLO comme l'autorité unique pour la gestion de la langue occitane.
Afin de trouver le temps de faciliter les relations et d'apaiser les frictions qui pouvaient exister entre les différents organismes qui veulent s'occuper de la norme, l'IEA a commencé à fonctionner et à travailler aux alentours de l'été 2015.

## Composition
L'IEA-AALO est structuré en deux sections: la section aranaise, chargée d'établir et actualiser la norme linguistique de la variété aranaise de la langue occitane, et la section standard, chargée de veiller à l'unité de la langue occitane et du tronc commun.
En 2017, la section aranaise est constituée par :
- Jusèp Loís Sans Socasau (président)
- Jèp de Montoya
- Miquèu Segalàs
- Angelina Cases
- Maria Elvira Riu
- Lourdes España
- Joan-Pau Ferrè
- Ròsa Maria Salgueiro
- Bernat Arrós

La section standard est formée par :
- Joan Sales-Lostau
- Patrice Poujade
- Florian Vernet
- Jacme Taupiac

## Publications
Sur le site de l'Institut, on trouve en ligne les publications suivantes :
- Pour l'aranais : 
  - Vocabulari ortografic der aranés
  - Vocabulari basic der aranés
  - Vocabulari fonetic der aranés
  - Es vèrbs en aranés
  - Gramatica basica der aranés
  - Vocabulari dera tecnologia dera informacion
  - Vocabulari d'espòrts d'ivèrn
- Pour l'occitan standard :
  - Gramatica de l'occitan estandard
  - Normativa ortografica de l'occitan estandard